# Осмилоїди
Осмилоїди (Osmyloidea) — надродина сітчастокрилих комах. Включає три сучасні (Nevrorthidae, Osmylidae, Sisyridae) та дві вимерлі родини (Archeosmylidae та Saucrosmylidae).

## Палентологія
У палеонтологічному літописі група відома починаючи з пермського періоду. Саме з пермських відкладень Австралії, ПАР та Росії описано родину Archeosmylidae. Інша вимерла родина Saucrosmylidae існувала в кінці юри в Східній Азії. З юрського періоду також описано сучасну родину Osmylidae. Інші дві сучасні родини Nevrorthidae та Sisyridae відомі з бірманського бурштину, що датується пізньою крейдою (99-94 млн років тому).